# Слепцов, Олег Минасович
Олег Минасович Слепцов (род. 29 января 1954, Москва) — российский певец и музыкальный педагог, бывший солист ВИА «Самоцветы».

## Биография
Олег Слепцов родился в Москве 29 января 1954 года в музыкальной семье.
В 3 года начал работать моделью в Общесоюзном доме моделей одежды на Кузнецком мосту, принимал участие в советско-французских показах.
В 7 лет утвердили на съёмки в нескольких киноработах. К примеру, «Три часа в дороге» Эдмонда Кеосаяна, который получил специальный приз Каннского кинофестиваля. 
Певец с отличием окончил музыкальную школу и музыкальное училище при Московской консерватории по классу фортепиано. 
По совету друга Игоря Саруханова, Олег Слепцов начинает брать уроки вокала у педагога Миры Коробковой. Впоследствии заканчивает Музыкальное училище имени Гнесиных и Государственную классическую академию имени Маймонида. 
Некоторое время работал в ресторане у Леонида Геллера и в варьете «Союз» у Юрия Черенкова.
В 1981 году по приглашению от Юрия Маликова начал работать в ВИА «Самоцветы».
В 1991 году создал группу «Теле-поп-шоу», в которой участвовали: Джимми Джи, мистер Босс, Юла, Алексей Первушин. В этом же году на студии «Союз» был записан и выпущен магнитоальбом Олега Слепцова и группы «Ночь» под названием «Ночь». Параллельно Олег работал в коллективе Дмитрия Маликова, в котором не только пел, но и профессионально танцевал.
В 1994 году «Теле-поп-шоу» выпустил альбом «Танцуй в темноте».
Олег Слепцов также является дизайнером и модельером, создавая линию одежды не только для себя, но и для других: первые джинсы Александра Маршала, концертные и повседневные наряды Владимира Преснякова, Дмитрия Маликова и участников группы «Самоцветы».В 1995 году снова стал солистом возрождённой группы «Самоцветы».
C начала 2000-х преподавал в ГКА им. Маймонида по классу джазовый вокал, являлся доцентом.
В марте 2019 года в Московском международном Доме музыки с успехом прошел юбилейный концерт Олега Слепцова «65. Неотправленные письма».
С 2019 года являлся преподавателем кафедры эстрадно-джазового искусства факультета музыкального искусства Московского государственного института культуры. 
13 сентября 2019 года успешно прошёл слепые прослушивания на проекте Первого канала «Голос 60+», к Олегу повернулись все 4 наставника и Слепцов выбрал команду Валерии. 
В 2021 году, приостановив свою деятельность в «Самоцветах», ГКА им. Маймонида и МГИК, уехал в США, где проживает c супругой по настоящее время.

## Санкции
Весной 2022 года «Самоцветы» приняли участие в марафоне «Zа Россию» в поддержку вторжения России в Украину. 1 июня 2022 года Латвия запретила Олегу Слепцову въезд в страну из-за «участия в массовых мероприятиях и выражения активной поддержки решению президента России о "военной операции"», однако Слепцов публично о военных действиях в Украине не высказывался, в концертах, их поддерживающих, участия не принимал.

## Личная жизнь
26 января 2016 года женился на гражданке США Ирине Кацовой.

## Дискография
- 1991 — «Ночь» (совместно с группой «Ночь»)
- 1994 — «Танцуй в темноте» (в составе группы «Теле-поп-шоу»)

## Песни

### Песни, записанные сольно или дуэтом в составе ВИА «Самоцветы»
- Песня дрессировщика
- Вызываю огонь на себя
- Сталинградская площадь
- Любовь-Вода

### Сольные композиции
1. Останься со мною
2. Хочу забыть, но не могу
3. Пусть
4. Жизнь, меня, бей, бей
5. Lady in red
6. И я покину суету
7. Georgia on my mind
8. Наедине с тобой
9. На встречу солнечной весне
10. Cream
11. На бульварах в городе
12. Ночь
13. Танцуй
14. Дуэт
15. Queen

## Видео(в составе группы «Самоцветы»)
1. Прошлогодние глаза (1997)
2. Это Москва (2007)
3. Снег Рождества (2007, 2012 HD)
4. Любовь-Вода (2015)
5. Сталинградская площадь в Париже (2020)